# Draginje, Ulcinj
Draginje este un sat din comuna Ulcinj, Muntenegru. Conform datelor de la recensământul din 2003, localitatea are 163 de locuitori (la recensământul din 1991 erau 203 locuitori).

## Demografie
În satul Draginje locuiesc 118 persoane adulte, iar vârsta medie a populației este de 38,1 de ani (36,9 la bărbați și 39,4 la femei). În localitate sunt 36 de gospodării, iar numărul mediu de membri în gospodărie este de 4,53.
|  |

| Demografie | Demografie | Demografie |
| An         | Locuitori  | Locuitori  |
| ---------- | ---------- | ---------- |
|            |            |            |
|            |            |            |
|            |            |            |
|            |            |            |
| 1948       | 139        |            |
| 1953       | 165        |            |
| 1961       | 172        |            |
| 1971       | 196        |            |
| 1981       | 199        |            |
| 1991       | 203        | 168        |
| 2003       | 260        | 163        |

| \| Componența etnică conform recensământului din 2003[2] \| Componența etnică conform recensământului din 2003[2] \| Componența etnică conform recensământului din 2003[2] \| Componența etnică conform recensământului din 2003[2] \| Componența etnică conform recensământului din 2003[2] \| \| ----------------------------------------------------- \| ----------------------------------------------------- \| ----------------------------------------------------- \| ----------------------------------------------------- \| ----------------------------------------------------- \| \| \| \| \| \| \| \| Albanezi \| Albanezi \| \| 163 \| 100% \| \| necunoscută \| necunoscută \| \| 0 \| 0% \| |             |  |     |      |
| Componența etnică conform recensământului din 2003 |             |  |     |      |
| |             |  |     |      |
| Albanezi | Albanezi    |  | 163 | 100% |
| necunoscută | necunoscută |  | 0   | 0%   |